# Margarete Driesch
Margarete Driesch, geborene Margarete Reifferscheidt, (* 1874 in Leipzig; † 1946) war eine deutsche Schriftstellerin.

## Leben
Sie war die Tochter des Leipziger Bankiers Franz Reifferscheidt und heiratete 1899 in Meran den Biologen und Philosophen Hans Driesch, mit dem sie gemeinsam zuerst in Heidelberg und dann bis zu dessen Tod 1941 in Leipzig zusammenlebte. Ihr Vater schickte Margarete Reiffenscheid zunächst an das Steybersche Institut in Leipzig und dann an das Kloster des "Englischen Fräulein" in Meran. Daneben erhielt sie Privatkurse bei österreichischen und deutschen Gymnasiallehrern. Außerdem nahm sie Sprach- und Malstunden und unternahm ausgedehnte Bildungsreisen in fast alle europäischen Staaten sowie nach Ägypten, China, Japan und Amerika. Ihre gewonnenen Eindrücke und Erfahrungen verarbeitete Margarete Driesch in vielen ihrer Werke. Neben Aphorismen schrieb sie Aufsätze für Zeitschriften und größere Tageszeitungen. 1924 verfasste sie gemeinsam mit ihrem Ehemann das Reisewerk Fern-Ost. Als Gäste Jungchinas, das 1925 mit vielen Abbildungen bei F. A. Brockhaus in Leipzig in Druck erschien und sie überregional bekannt machte. 1928 gab sie das Sammelwerk Frauen jenseits der Ozeane heraus.
1924 und 1926 war sie Berichterstatterin des Völkerbundes in Genf und berichtete auch am Eröffnungstag von der dortigen Abrüstungskonferenz. Daneben hielt sie zum wiederholten Mal öffentliche Lichtbildvorträge über ihre Reisen nach China und Japan.
Sie bewohnte mit ihrem Ehemann das Haus Zöllnerstraße 1 in Leipzig.
Für den 1951 erschienenen und von Aloys Wenzl herausgegebenen Sammelband Hans Driesch. Persönlichkeit und Bedeutung für Biologie und Philosophie von Heute verfasste sie den Beitrag über das Leben ihres Ehemanns unter dem Titel Das Leben von Hans Driesch.